# Palmvax
Palmvax är ett växtfett med högre smältpunkt än vanligt fett och som inte innehåller glycerider.
Palmvax utvinns särskilt från palmarter tillhöriga släktena Copernicia och Ceroxylon.